# Chop suey
Pour les articles homonymes, voir Chop suey (homonymie).
Le chop suey (en chinois : 雜碎 ; littéralement « mélange de morceaux ») est un mets chinois composé de protéine (souvent de poulet, bœuf, tofu, crevettes ou porc), cuite rapidement avec des légumes tels que des germes de haricot, du chou, du céleri et lié à une sauce épaissie à l'amidon. Il est généralement servi avec du riz, mais peut aussi prendre la forme d'un chow mein avec des nouilles cuites en friture.

## Dans le monde
Le chop suey est à l'origine un plat chinois, les migrants chinois l'ayant emporté avec eux en s'installant dans de nombreux endroits du monde. À La Réunion, le chop suey a été adapté aux habitudes locales en étant généralement servi avec du riz ; il est aujourd'hui apprécié par l'ensemble de la population réunionnaise, dans le cadre d'une cuisine métissée influencée notamment par la communauté chinoise. C'est également devenu un plat de la cuisine sino-américaine, sino-canadienne, et plus récemment, sino-indienne. Les Philippins en ont également leur propre version. En général, il comprend des champignons oreille de Judas (nommés « oreilles de bois » 木耳 en chinois et « oreilles de rat » tenga ng daga en tagalog), des carottes, des chayotes et du chou. Certaines préparations comprennent aussi des poivrons et/ou du brocoli.

## Origines

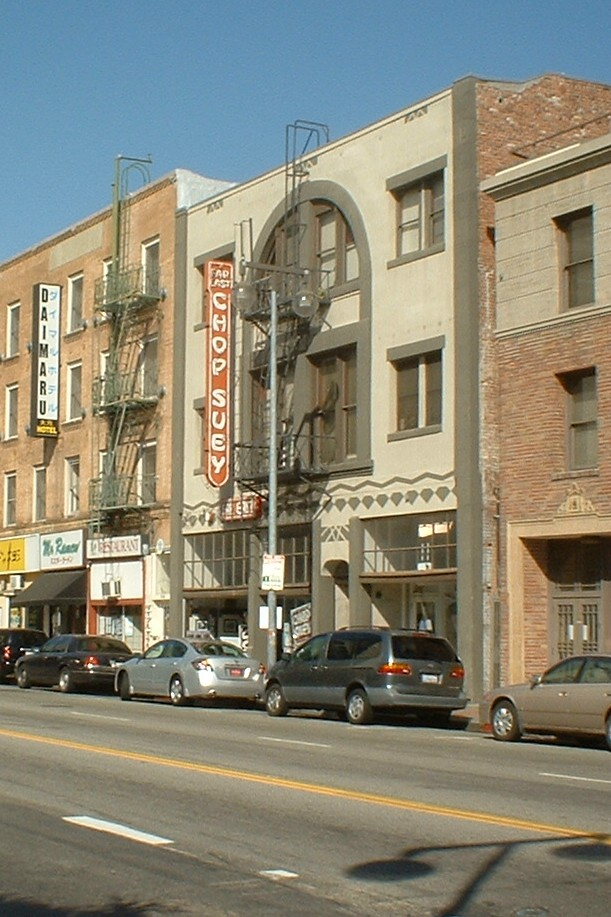
Restaurant chop suey à Los Angeles. Les restaurants de ce genre sont devenus rares, mais étaient autrefois répandus aux États-Unis.

Le mets aurait été inventé pendant la dynastie Qing. Lors de la visite du Premier ministre, Li Hongzhang, aux États-Unis, quand les journalistes demandèrent ce que le Premier ministre avait mangé, les cuisiniers eurent du mal à expliquer et ont simplement dit « mélange de pièces » (雜碎 ou chop suey).
Le mets apparait pour la première fois dans une publication américaine, New York's Chinatown: An Historical Presentation of Its People and Places, de Louis Joseph Beck (1898). Dans son célèbre livre, The Gangs of New York (1927), Herbert Asbury attribue la version occidentale de ce terme à une version simplifiée du cantonais de la phrase tsap sui, ce qui signifie « pairs et fins », « diverses pièces », ou plus simplement « haché ». Certains prétendent qu'il aurait été inventé par les cuisiniers immigrants chinois aux États-Unis qui travaillaient à construire le chemin de fer transcontinental au XIXe siècle. Il est néanmoins connu dans les restaurants chinois de la ville de New York depuis les années 1880.
En règle générale, le terme « chop suey » ou za sui, lorsqu'il est utilisé en chinois, signifie « la cuisson des abats d'animaux ». Par exemple, dans le roman classique, Le Voyage en Occident (1590), Sun Wukong dit à un lion au chapitre 75 : « Quand je suis passé par Guangzhou (Canton), j'ai acheté un pot pour cuisiner un za sui — alors je dégusterai ton foie, tes entrailles et tes poumons. »
Avant les temps modernes, l'utilisation du mot dans son sens occidental était inconnu de la langue chinoise. Au cours de son exil aux États-Unis, Liang Qichao, un natif de Guangdong, a écrit en 1903 qu'il existait aux États-Unis un aliment appelé chop suey servi dans les restaurants chinois, mais que les locaux chinois ne mangeaient pas. Le terme za sui (杂碎) se trouve dans le récent dictionnaire chinois-anglais à la fois comme une cuisson d'entrailles ainsi que chop suey dans son sens occidental.
Ce double sens a créé une confusion dans certains restaurants chinois dans les pays anglophones, qui affichaient sur leurs menus « mélange d'entrailles » pour expliquer le chop suey.

## Dans la culture populaire
L'une des faces les plus célèbres gravées par Louis Armstrong et son fameux Hot Five pour le label Okeh (le 26 février 1926), s'intitule Cornet Shop Suey, en hommage à cette préparation culinaire, dont le trompettiste était particulièrement friand.
Un des titres du groupe System of a Down (métal alternatif) paru sur l'album Toxicity s'intitule Chop Suey!